# Koolstof-waterstofbinding
De koolstof-waterstofbinding is een covalente binding tussen koolstof- en waterstofatomen, zoals deze hoofdzakelijk voorkomt in organische verbindingen. De bindingslengte van een koolstof-waterstofbinding bedraagt ongeveer 109 pm, de binding heeft een sterkte van ongeveer 413 kJ/mol, maar de sterkte is een beetje afhankelijk van het soort koolstofatoom dat bij de binding betrokken is. Gebruik makend van elektronegativiteit van koolstof (2,5) en waterstof (2,1), is de algemene beschrijving van de koolstof-waterstofbinding een niet-polaire covalente binding. In structuurformules van moleculen worden waterstofatomen vaak achterwege gelaten; dit komt de duidelijkheid van de formules ten goede. Verbindingen waarin alleen C-H en C-C bindingen optreden zijn alkanen, alkenen, alkynen en aromaten.

## Reacties
In het algemeen is de C-H-binding niet reactief. In verschillende stofgroepen, gezamenlijk koolstofzuren genoemd, kan de C-H binding voldoende geactiveerd worden: het waterstofatoom wordt immers zuur genoeg om het als proton aan de molecule te onttrekken. Niet-geactiveerde waterstofatomen worden aangetroffen in alkanen en zij bevinden zich niet vlak naast heteroatomen (O, N, S, Si, ...). Dergelijke bindingen reageren in het algemeen alleen in radicalaire substituties. Een andere reactie waar dergelijke koolstof-waterstofbindingen aan deelnemen is de zogenoemde C-H-activering door metalen en de carbeeninsertie.
Hoewel de C-H-binding een van de sterkere chemische bindingen is, varieert de sterkte zo'n 30% in verder stabiele verbindingen, zelfs zonder de aanwezigheid van heteroatomen.
| Binding     | Koolwaterstofgroep | Bindingsenergie (kJ/mol) |
| ----------- | ------------------ | ------------------------ |
| CH3-H       | Methyl             | 433                      |
| C2H5-H      | Ethyl              | 412                      |
| (CH3)2HC-H  | Isopropyl          | 399                      |
| (CH3)3C-H   | Tert-butyl         | 391                      |
| CH2=CH-H    | Vinyl              | 470                      |
| C6H5-H      | Fenyl              | 462                      |
| CH2=CHCH2-H | Allyl              | 370                      |
| C6H5CH2-H   | Benzyl             | 357                      |
| OC4H7-H     | Tetrahydrofuranyl  | 386                      |

De C-H-binding wordt ook wel als carbogeen omschreven.

## Navigatie
Navigatie Koolstof-elementbinding